# Гамма Рака
Гамма Рака (γ Cnc / γ Cancri) — оптически кратная система в созвездии Рака, состоящая из трёх звёзд. Имеет собственное название — Азеллюс Бореалис, что в переводе с латинского значит «Северный осёл». Находится на расстоянии приблизительно 158 световых лет от нас и имеет видимую величину +4.66. В 1910 году О. Дж. Ли сообщил, что звезда является спектроскопической двойной, в настоящее время звезда считается одиночной.
Является белым субгигантом класса А.

## Наблюдение
Гамма Рака располагается немногим севернее Дельты Рака, которую можно найти по цепочке звезд из созвездия Льва. 
Второй оптический компонент Гаммы Рака доступен в наблюдения в самые скромные бинокли и телескопы — она отделена всего на 100 угловых секунд от основной звезды, а её величина равна 8.66.